# Palluel
Pour l’article ayant un titre homophone, voir Paluel.
Palluel est une commune française située dans le département du Pas-de-Calais, en région Hauts-de-France. Ses habitants sont appelés les Palluellois. La commune est membre de la communauté de communes Osartis Marquion.
Le peintre et graveur Jean-Baptiste Camille Corot a immortalisé certains paysages de la commune.

## Géographie

### Localisation
Localisée dans le sud du département du Pas-de-Calais, entre Cambrai à 13 km et Douai (aire d'attraction) à 12 km, et limitrophe du département du Nord, Palluel est un bourg rural traversé par la Sensée et le canal du Nord et situé, à vol d'oiseau, à 13 km au sud-est de la commune de Vitry-en-Artois et à 23 km à l'est de la commune d'Arras (chef-lieu d'arrondissement).
Le territoire de la commune est limitrophe de ceux de trois communes, dont une, Arleux, dans le département du Nord.
Les communes limitrophes sont  Arleux, Oisy-le-Verger et Écourt-Saint-Quentin.

### Géologie et relief
La superficie de la commune est de 2,77 km2 ; son altitude varie de 34  à   60 m.

### Hydrographie

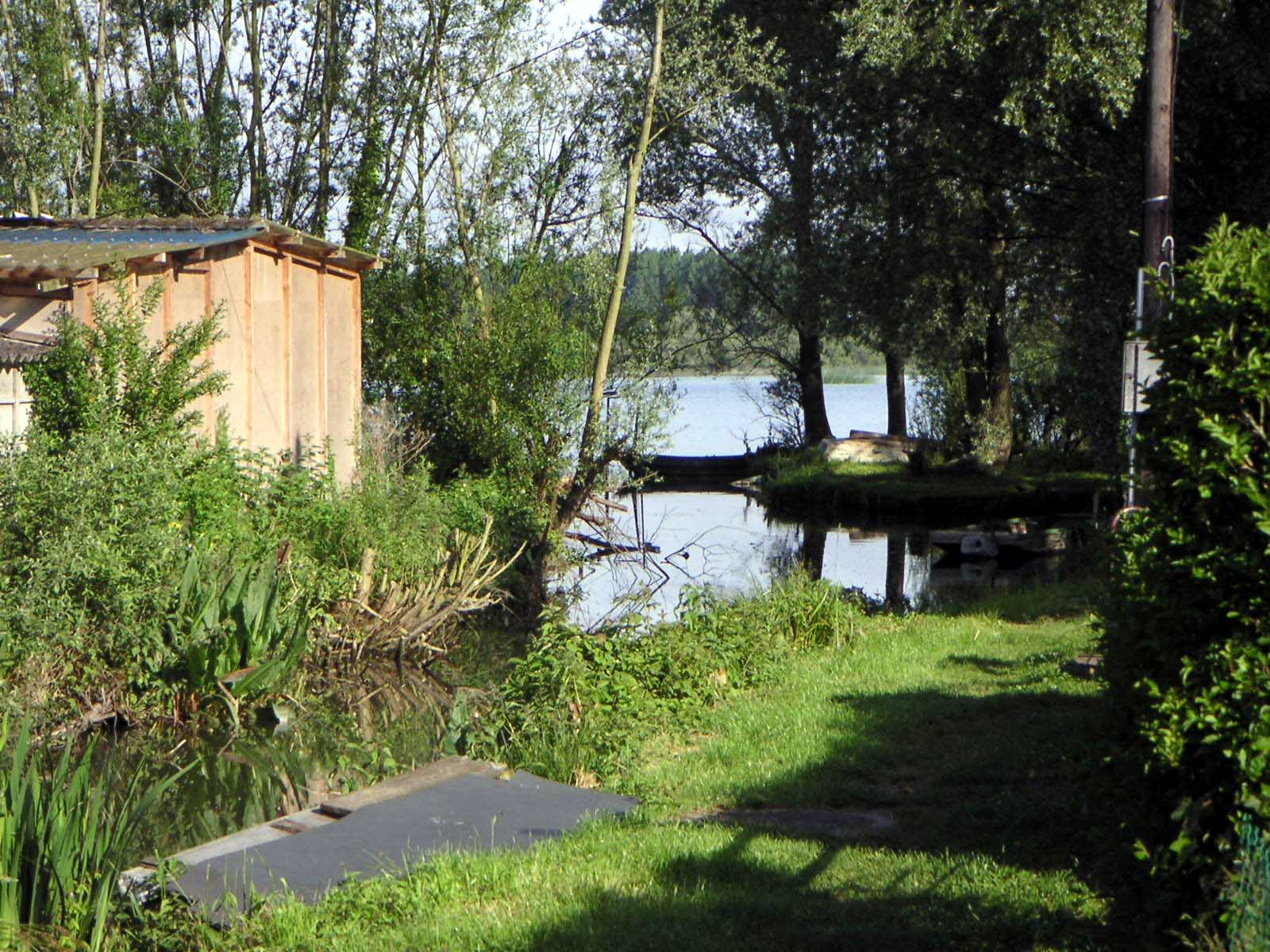
Les étangs et plans d'eau de Palluel (Pas-de-Calais).

Le territoire de la commune est situé dans le bassin Artois-Picardie.
La commune est traversée par cinq cours d'eau : 
- la rivière la Sensée, d'une longueur de 27,07 km, qui prend sa source dans la commune de Saint-Léger et se jette dans le canal du Nord au niveau de la commune d'Arleux[4] ;
- l'Agache, d'une longueur de 11,54 km, qui prend sa source dans la commune d'Inchy-en-Artois et finit sa course dans la commune[5] ;
- l'Hirondelle d'Ecourt-St-Quentin, d'une longueur de 6,33 km, qui prend sa source dans la commune de Saudemont et se jette dans l'Agache au niveau de la commune d'Écourt-Saint-Quentin[6] ;
- le canal Malderrez, d'une longueur de 2,65 km, qui prend sa source dans la commune d'Arleux et se jette dans la Sensée au niveau de la commune d'Écourt-Saint-Quentin[7] ;
- le canal du Nord, canal ou chenal navigable de 75,56 km, qui prend sa source dans la commune de Rouy-le-Grand et se jette dans la Somme Canalisée au niveau de la commune de Biaches[8].

On trouve également de nombreux plans d'eau et étangs, propices à la pratique de la pêche et à la détente. À proximité des plans d'eau ont été aménagés des cabanons et des mobiles-homes habités toute l'année.

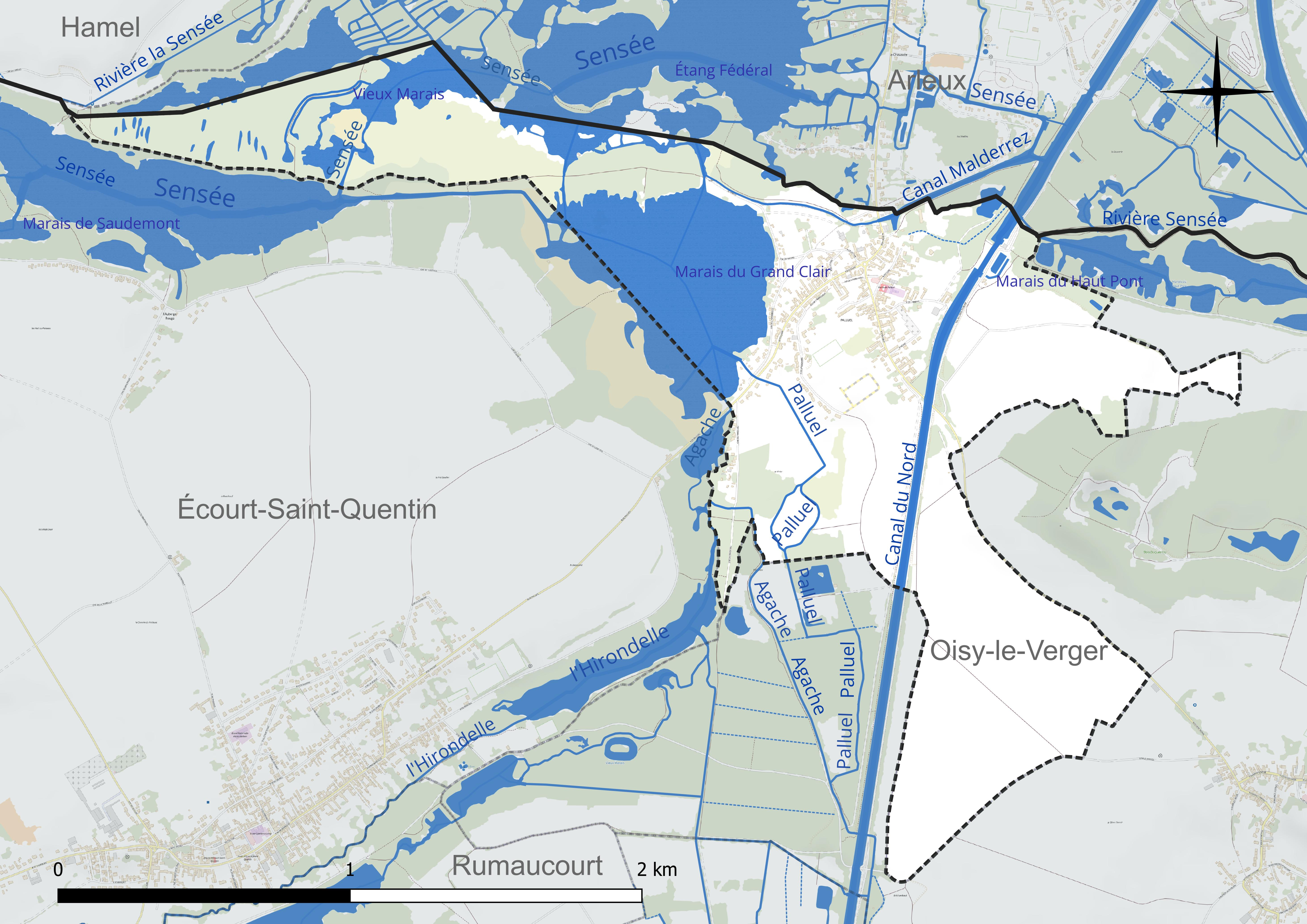
Réseau hydrographique de Palluel.

### Climat
Pour des articles plus généraux, voir Climat des Hauts-de-France et Climat du Nord-Pas-de-Calais.
En 2010, le climat de la commune est de type climat océanique dégradé des plaines du Centre et du Nord, selon une étude du CNRS s'appuyant sur une série de données couvrant la période 1971-2000. En 2020, Météo-France publie une typologie des climats de la France métropolitaine dans laquelle la commune est exposée à un climat océanique et est dans la région climatique Nord-est du bassin Parisien, caractérisée par un ensoleillement médiocre, une pluviométrie moyenne régulièrement répartie au cours de l’année et un hiver froid (3 °C).
Pour la période 1971-2000, la température annuelle moyenne est de 10,5 °C, avec une amplitude thermique annuelle de 14,8 °C. Le cumul annuel moyen de précipitations est de 688 mm, avec 12 jours de précipitations en janvier et 9,1 jours en juillet. Pour la période 1991-2020, la température moyenne annuelle observée sur la station météorologique la plus proche, située sur la commune d'Épinoy à 6 km à vol d'oiseau, est de 10,9 °C et le cumul annuel moyen de précipitations est de 702,9 mm,. Pour l'avenir, les paramètres climatiques de la commune estimés pour 2050 selon différents scénarios d'émission de gaz à effet de serre sont consultables sur un site dédié publié par Météo-France en novembre 2022.

### Milieux naturels et biodiversité

#### Zones naturelles d'intérêt écologique, faunistique et floristique
L’inventaire des zones naturelles d'intérêt écologique, faunistique et floristique (ZNIEFF) a pour objectif de réaliser une couverture des zones les plus intéressantes sur le plan écologique, essentiellement dans la perspective d’améliorer la connaissance du patrimoine naturel national et de fournir aux différents décideurs un outil d’aide à la prise en compte de l’environnement dans l’aménagement du territoire.
Le territoire communal comprend trois ZNIEFF de type 1 : 
- les marais d'Arleux, de Palluel, de Saudemont, d'Écourt-Saint-Quentin, de Rumaucourt et d'Oisy-le-Verger. C'est un vaste complexe marécageux de 791 ha constitué d'étangs, de boisements tourbeux, de peupleraies et de prairies alluviales et qui comporte une grande diversité de végétations aquatiques, amphibies et hygrophiles[15] ;
- le marais d’Aubigny et de Brunemont, d’une superficie de 306 ha et d'une altitude variant de 34  à   48 mètres. C'est un complexe marécageux typique de la vallée de la Sensée avec, en bordure des étangs, de belles végétations[16] ;
- le bois du Quesnoy à Oisy-le-Verger, d’une superficie de 186 ha et d'une altitude variant de 41  à   67 mètres. Cette ZNIEFF est constituée d'un bois sur sables dont la partie centrale est occupée par une carrière en activité[17].

et une ZNIEFF de type 2 : le complexe écologique de la vallée de la Sensée. Cette ZNIEFF s’étend sur plus de 20 km depuis les communes de Remy et Haucourt jusqu’à la confluence de la rivière canalisée avec l’Escaut. Elle forme une longue dépression à fond tourbeux, creusée entre des plateaux aux larges ondulations ; Ostrevent au Nord, bas-Artois au Sud et Cambrésis à l’Est.

Carte des ZNIEFF de type 1 et 2 sur la commune
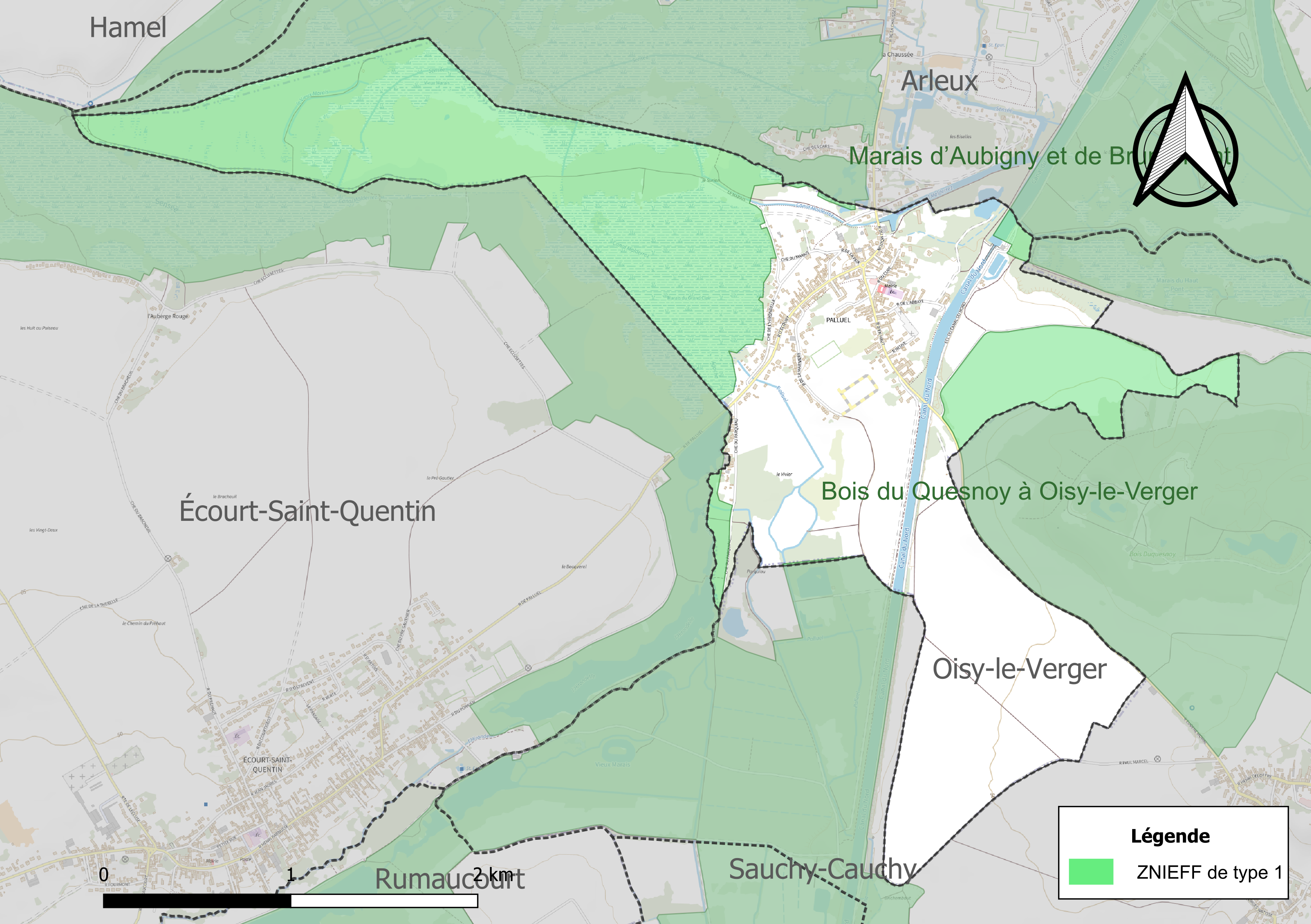
Carte des ZNIEFF de type 1 sur la commune.
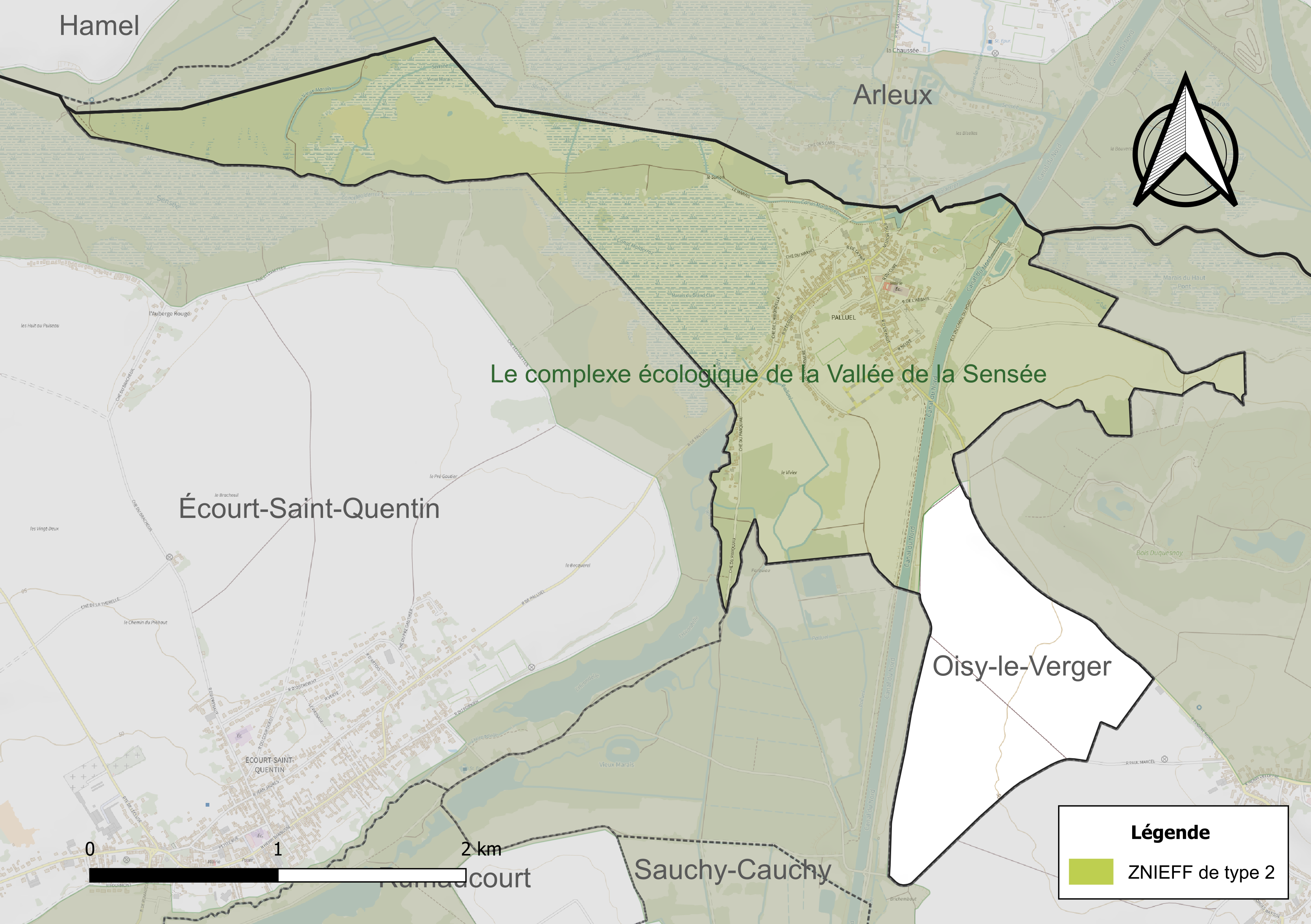
Carte de la ZNIEFF de type 2 sur la commune.

#### Espèces faunistiques et floristiques
L’Inventaire national du patrimoine naturel (INPN) recense plusieurs espèces faunistiques et floristiques sur le territoire de la commune dont certaines sont protégées et d’autres menacées et quasi-menacées.

## Urbanisme

### Typologie
Au 1er janvier 2024, Palluel est catégorisée bourg rural, selon la nouvelle grille communale de densité à sept niveaux définie par l'Insee en 2022.
Elle appartient à l'unité urbaine d'Arleux, une agglomération inter-départementale regroupant deux  communes, dont elle est une commune de la banlieue,,. Par ailleurs la commune fait partie de l'aire d'attraction de Douai, dont elle est une commune de la couronne,. Cette aire, qui regroupe 61 communes, est catégorisée dans les aires de 50 000 à moins de 200 000 habitants,.

### Occupation des sols
L'occupation des sols de la commune, telle qu'elle ressort de la base de données européenne d’occupation biophysique des sols Corine Land Cover (CLC), est marquée par l'importance des territoires agricoles (52,5 % en 2018), une proportion sensiblement équivalente à celle de 1990 (52,6 %). La répartition détaillée en 2018 est la suivante : 
terres arables (43,5 %), zones humides intérieures (22,5 %), eaux continentales (13,1 %), zones urbanisées (11,5 %), prairies (5,8 %), zones agricoles hétérogènes (3,2 %), forêts (0,4 %). L'évolution de l’occupation des sols de la commune et de ses infrastructures peut être observée sur les différentes représentations cartographiques du territoire : la carte de Cassini (XVIIIe siècle), la carte d'état-major (1820-1866) et les cartes ou photos aériennes de l'IGN pour la période actuelle (1950 à aujourd'hui).

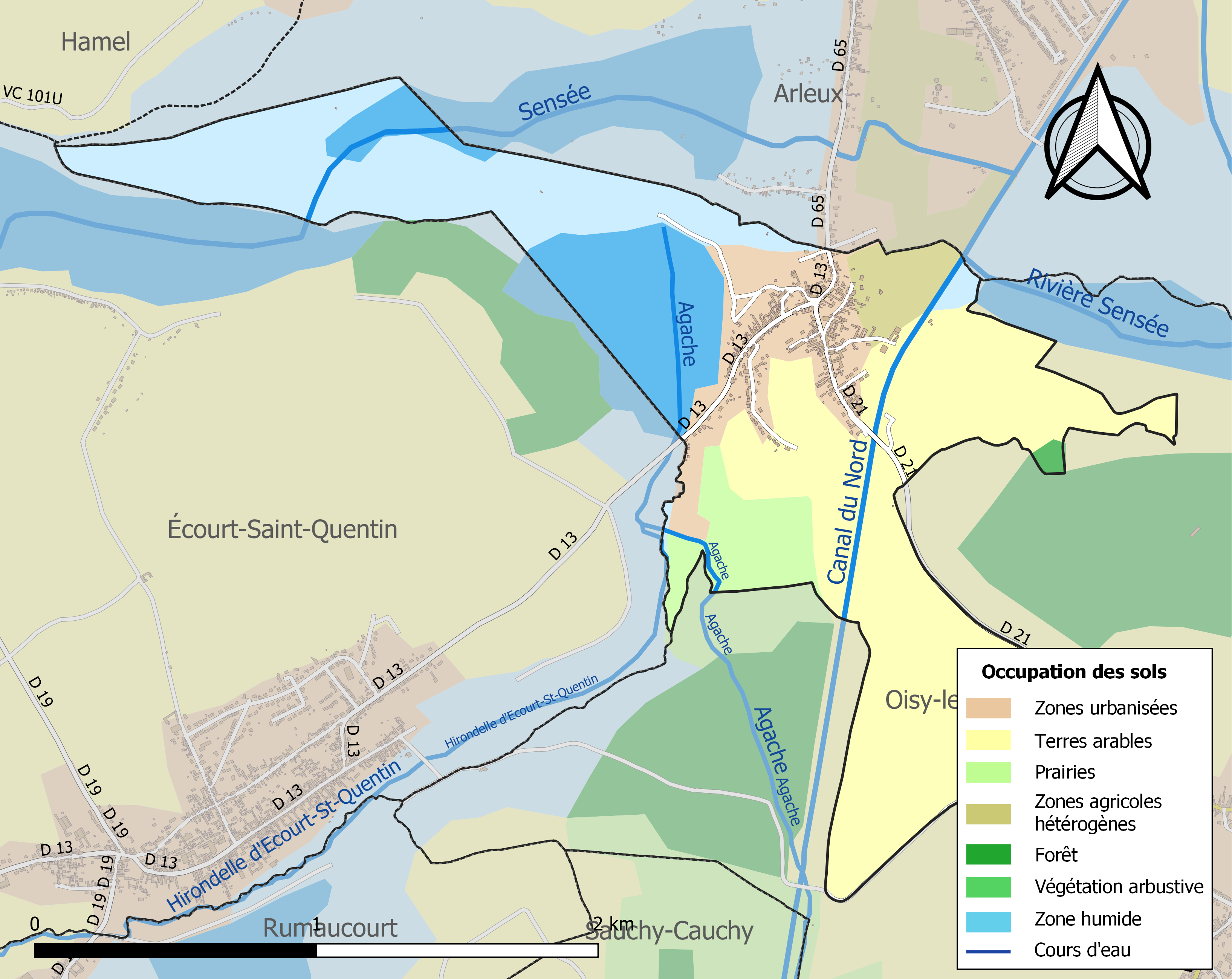
Carte des infrastructures et de l'occupation des sols de la commune en 2018 (CLC).

### Habitat et logement
En 2018, le nombre total de logements dans la commune était de 323, alors qu'il était de 307 en 2013 et de 299 en 2008.
Parmi ces logements, 80,2 % étaient des résidences principales, 15 % des résidences secondaires et 4,8 % des logements vacants. Ces logements étaient pour 90,4 % d'entre eux des maisons individuelles et pour 1,2 % des appartements.
Le tableau ci-dessous présente la typologie des logements à Palluel en 2018 en comparaison avec celle du Pas-de-Calais et de la France entière. Une caractéristique marquante du parc de logements est ainsi une proportion de résidences secondaires et logements occasionnels (15 %) supérieure à celle du département (6,4 %) et à celle de la France entière (9,7 %). Concernant le statut d'occupation de ces logements, 78,6 % des habitants de la commune sont propriétaires de leur logement (80,9 % en 2013), contre 57,8 % pour le Pas-de-Calais et 57,5 pour la France entière.
| Typologie                                               | Palluel | Pas-de-Calais | France entière |
| ------------------------------------------------------- | ------- | ------------- | -------------- |
| Résidences principales (en %)                           | 80,2    | 86            | 82,1           |
| Résidences secondaires et logements occasionnels (en %) | 15      | 6,4           | 9,7            |
| Logements vacants (en %)                                | 4,8     | 7,6           | 8,2            |

### Voies de communication et transports
La commune est desservie par les routes départementales D 13, D 21 et D 65.

## Toponymie
Le nom de la localité est attesté sous les formes Paluel en 1140 ; Paluhel en 1160 ; Paluiel, Pallueel au XIIIe siècle ; Paluyel en 1326 ; Pailluiel au XIVe siècle ; Palueil en 1720 ; Palwel, Palwez en 1765 ; Pallué au XVIIIe siècle ; Paluez en 1790 ; Palluel en 1793 et depuis 1801.
Toponyme qui est issu du latin paludis, diminutif de palu, nom topographique signifiant « marais ».

## Histoire
Après la Première Guerre mondiale, la commune est décorée de la croix de guerre 1914-1918 par décret du 23 septembre 1920, distinction également attribuée à 276 autres communes du Pas-de-Calais.
Palluel est un village dévasté par une tornade le 24 juin 1967. Son intensité, a priori non confirmée, serait de F5 dans l'échelle de Fujita améliorée selon Keraunos, soit des vents > à 320 km/h. Il est cependant difficile d'en être sûr vu le manque d'expérience des observateurs en France à propos de ce genre de phénomène et de leur rareté, même aux États-Unis.
Cette tornade fut l'une des plus importantes jamais observées en France depuis au moins 1850 et a fait 7 morts et 72 blessés.

## Politique et administration

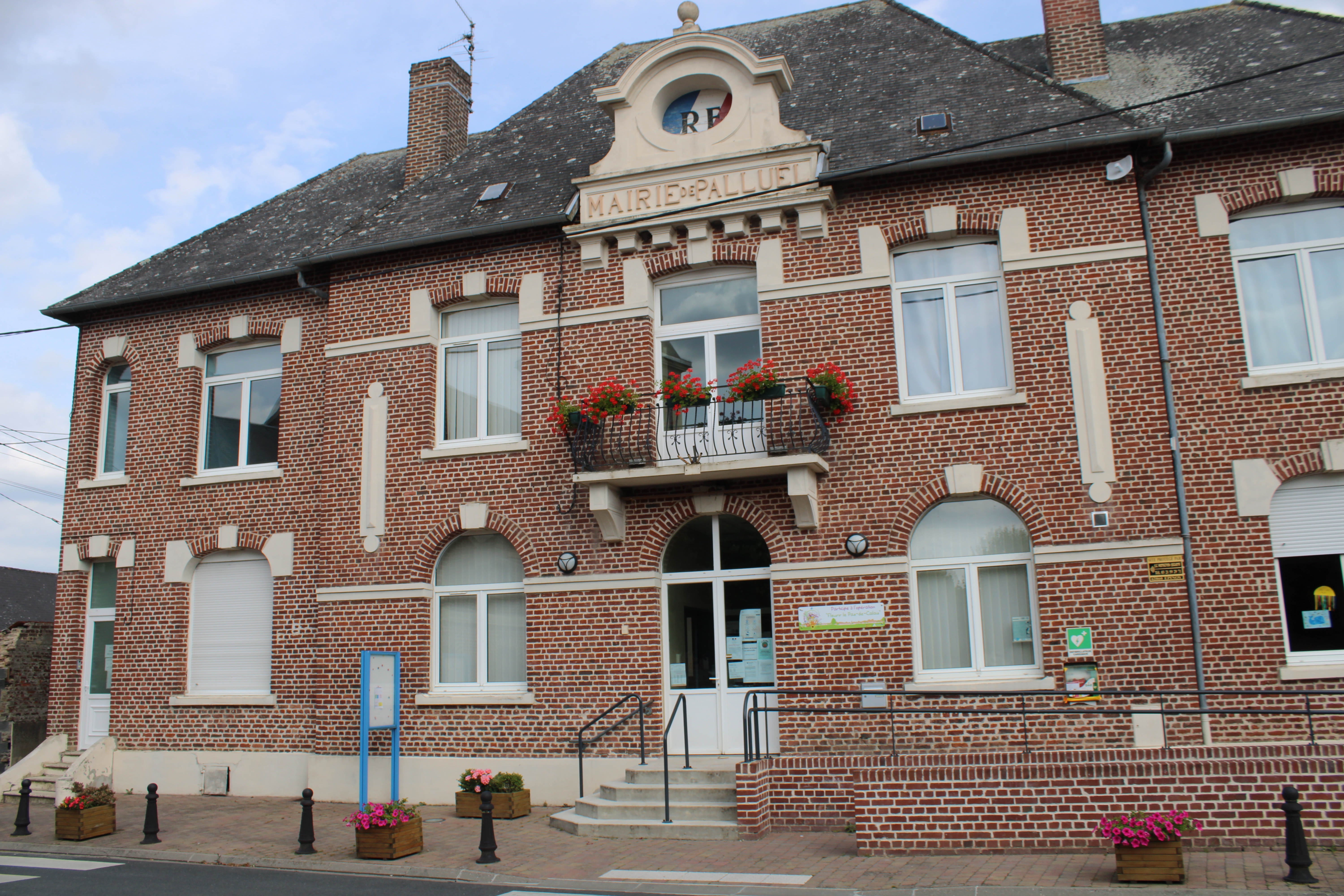
La mairie.

### Découpage territorial
La commune se trouve dans l'arrondissement d'Arras du département du Pas-de-Calais.

#### Commune et intercommunalités
La commune est membre de la communauté de communes Osartis Marquion qui regroupe 49 communes et totalise 42 651 habitants en 2021.

#### Circonscriptions administratives
La commune est rattachée au canton de Bapaume.

#### Circonscriptions électorales
Pour l'élection des députés, la commune fait partie de la première circonscription du Pas-de-Calais.

### Élections municipales et communautaires

#### Liste des maires
| Période                                  | Période                       | Identité               | Étiquette | Qualité |
| ---------------------------------------- | ----------------------------- | ---------------------- | --------- | --- |
| Les données manquantes sont à compléter. |                               |                        |           | |
| mars 2001                                | novembre 2021                 | Jean-François Lemaire, |           | Ingénieur retraité Vice-président de la Communauté de communes Osartis Marquion (2014 → 2021) Mort en fonction |
| Janvier 2022                             | En cours (au 5 novembre 2024) | Thierry Gilleron       |           | pré-retraité du privé                                                                                          |

## Équipements et services publics

### Espaces publics
La commune fait partie des villages labellisés Village Patrimoine, qui œuvrent à mettre en avant leurs patrimoines matériels et/ou immatériels (historique, culturel, naturel, architectural, etc.).

## Population et société

### Démographie
Les habitants sont appelés les Palluellois.

#### Évolution démographique
L'évolution du nombre d'habitants est connue à travers les recensements de la population effectués dans la commune depuis 1793. Pour les communes de moins de 10 000 habitants, une enquête de recensement portant sur toute la population est réalisée tous les cinq ans, les populations de référence des années intermédiaires étant quant à elles estimées par interpolation ou extrapolation. Pour la commune, le premier recensement exhaustif entrant dans le cadre du nouveau dispositif a été réalisé en 2005.

En 2022, la commune comptait 562 habitants, en évolution de −1,75 % par rapport à 2016 (Pas-de-Calais : −0,72 %, France hors Mayotte : +2,11 %).
| 1793 | 1800 | 1806 | 1821 | 1831 | 1836 | 1841 | 1846 | 1851 |
| ---- | ---- | ---- | ---- | ---- | ---- | ---- | ---- | ---- |
| 564  | 620  | 673  | 702  | 755  | 730  | 747  | 739  | 712  |

| 1856 | 1861 | 1866 | 1872 | 1876 | 1881 | 1886 | 1891 | 1896 |
| ---- | ---- | ---- | ---- | ---- | ---- | ---- | ---- | ---- |
| 696  | 709  | 713  | 636  | 629  | 622  | 607  | 589  | 570  |

| 1901 | 1906 | 1911 | 1921 | 1926 | 1931 | 1936 | 1946 | 1954 |
| ---- | ---- | ---- | ---- | ---- | ---- | ---- | ---- | ---- |
| 539  | 514  | 568  | 406  | 433  | 458  | 418  | 475  | 468  |

| 1962 | 1968 | 1975 | 1982 | 1990 | 1999 | 2005 | 2006 | 2010 |
| ---- | ---- | ---- | ---- | ---- | ---- | ---- | ---- | ---- |
| 479  | 508  | 522  | 565  | 525  | 520  | 551  | 559  | 566  |

| 2015 | 2020 | 2022 | - | - | - | - | - | - |
| ---- | ---- | ---- | - | - | - | - | - | - |
| 553  | 573  | 562  | - | - | - | - | - | - |

#### Pyramide des âges
En 2018, le taux de personnes d'un âge inférieur à 30 ans s'élève à 29,5 %, soit en dessous de la moyenne départementale (36,7 %). À l'inverse, le taux de personnes d'âge supérieur à 60 ans est de 28,8 % la même année, alors qu'il est de 24,9 % au niveau départemental.
En 2018, la commune comptait 279 hommes pour 287 femmes, soit un taux de 50,71 % de femmes, légèrement inférieur au taux départemental (51,50 %).
Les pyramides des âges de la commune et du département s'établissent comme suit.
| Hommes | Classe d’âge | Femmes |
| ------ | ------------ | ------ |
| 0,0    | 90 ou +      | 0,7    |
| 6,0    | 75-89 ans    | 8,6    |
| 22,7   | 60-74 ans    | 19,6   |
| 24,5   | 45-59 ans    | 24,4   |
| 17,7   | 30-44 ans    | 16,8   |
| 12,4   | 15-29 ans    | 14,4   |
| 16,7   | 0-14 ans     | 15,5   |

| Hommes | Classe d’âge | Femmes |
| ------ | ------------ | ------ |
| 0,5    | 90 ou +      | 1,6    |
| 5,6    | 75-89 ans    | 8,9    |
| 16,7   | 60-74 ans    | 18,1   |
| 20,2   | 45-59 ans    | 19,2   |
| 18,9   | 30-44 ans    | 18,1   |
| 18,2   | 15-29 ans    | 16,2   |
| 19,9   | 0-14 ans     | 17,9   |

### Sports et loisirs

#### Sentier de randonnée
Le sentier de grande randonnée GR 121, reliant Wavre, en région Région wallonne (Belgique) à Boulogne-sur-Mer, dans le département du Pas-de-Calais (France), traverse le territoire de la commune.

## Culture locale et patrimoine

### Lieux et monuments

#### Monument historique
- La croix de grès, dans le cimetière. Elle fait l’objet d’une inscription au titre des monuments historiques depuis le 18 août 1988[38].

#### Autres lieux et monuments
- Le site d'écluse no 1, répertorié comme patrimoine architectural dans la base Mérimée[39].
- L'église Notre-Dame de la Visitation.
- Le monument aux morts[40].
- Le pigeonnier.

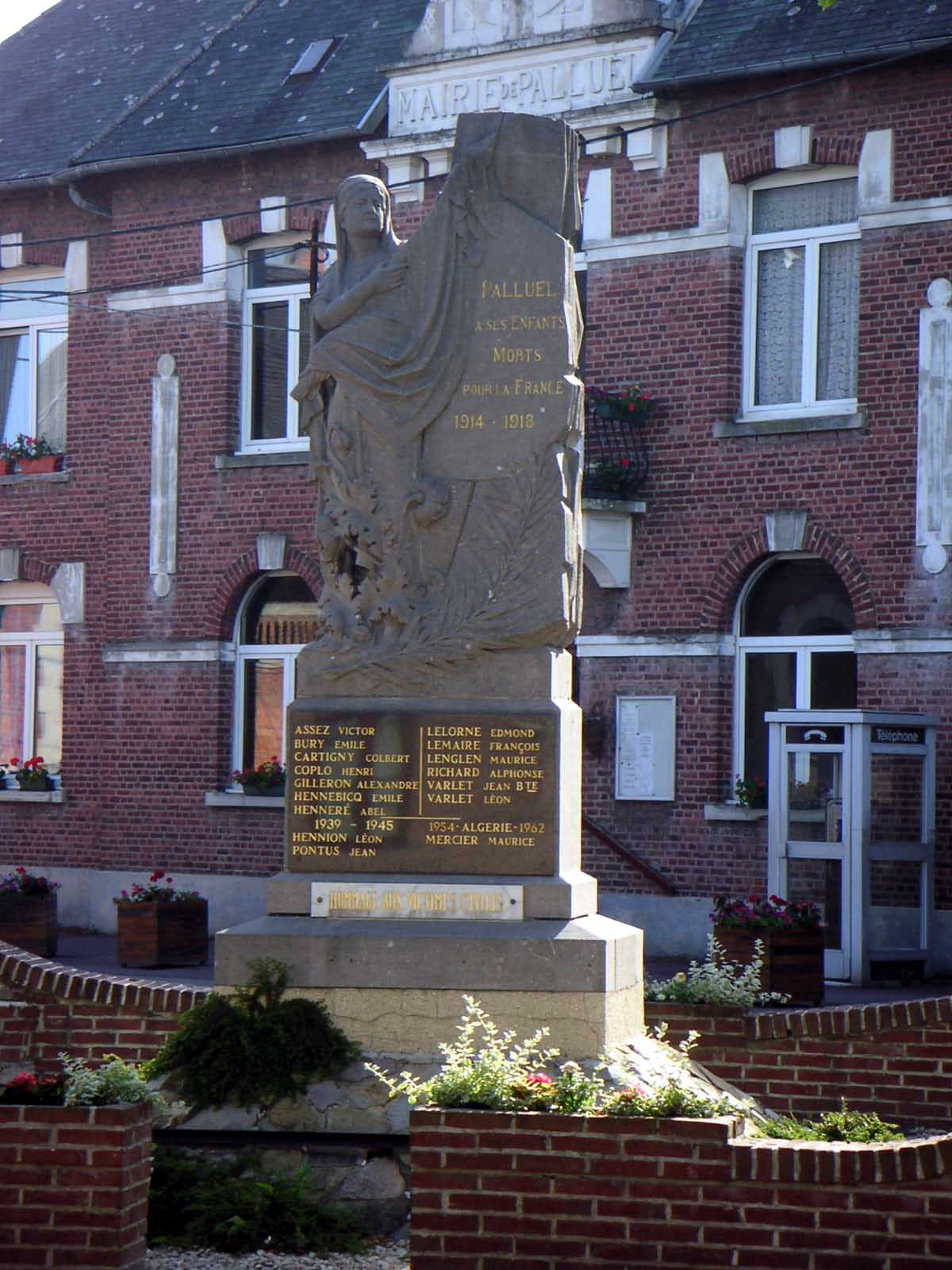
Le monument aux morts.
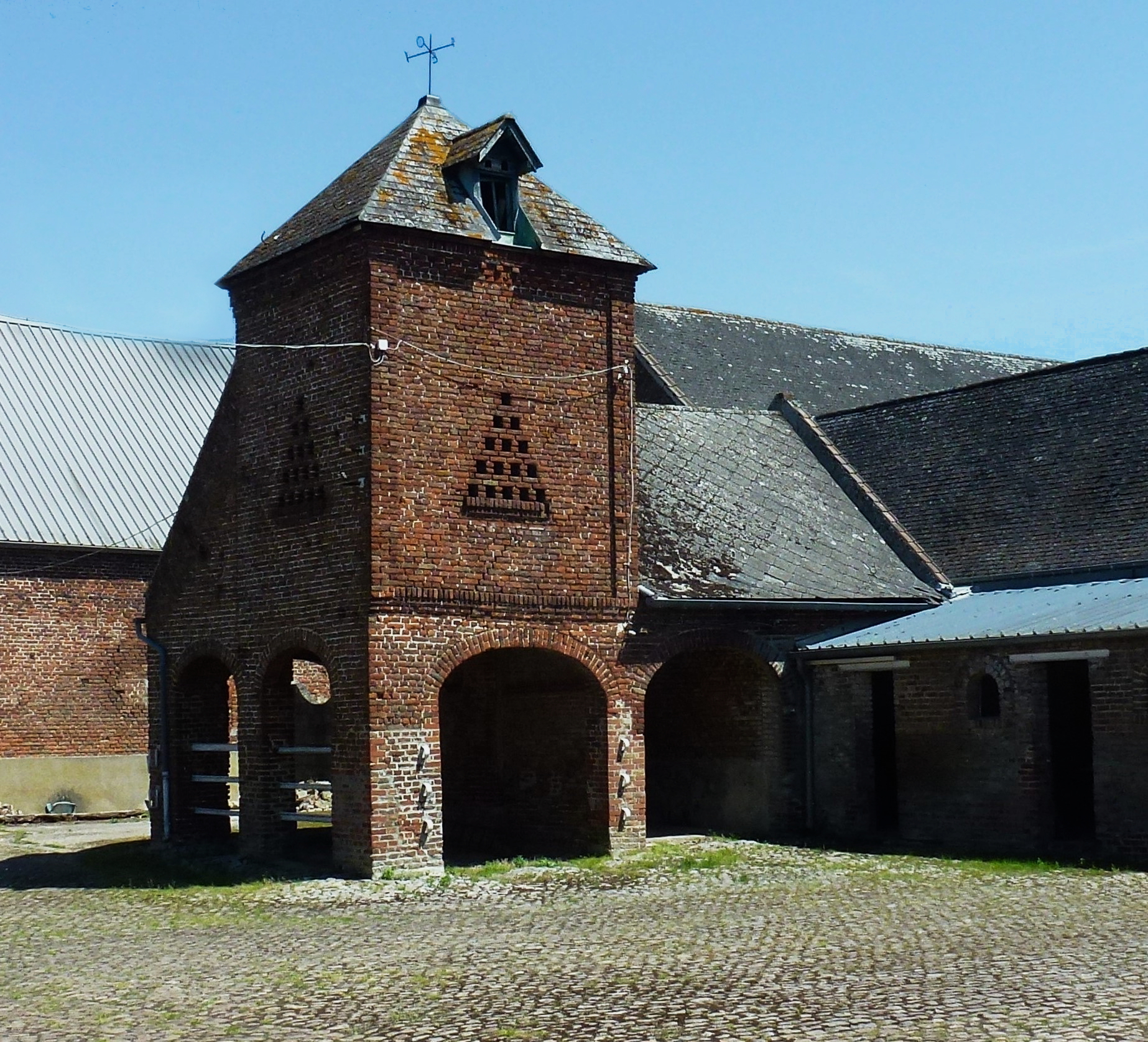
Le pigeonnier.

### La commune dans les arts
Le peintre et graveur Jean-Baptiste Camille Corot réalise quelques-unes de ses œuvres dans la commune.

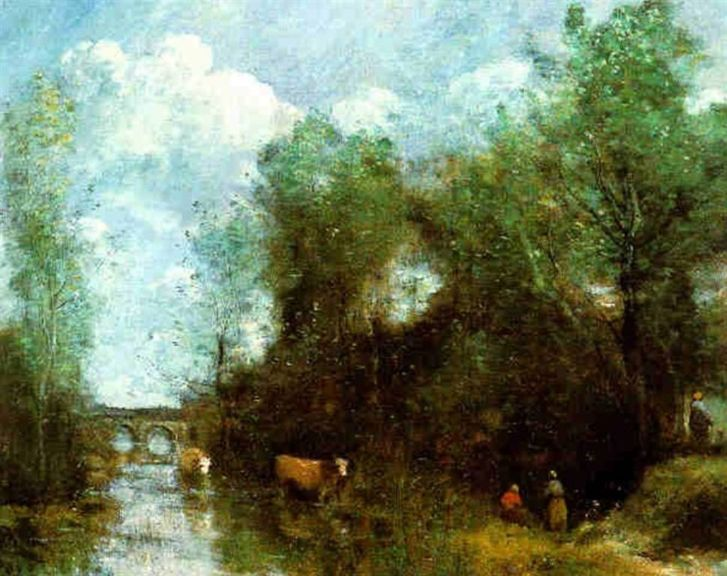
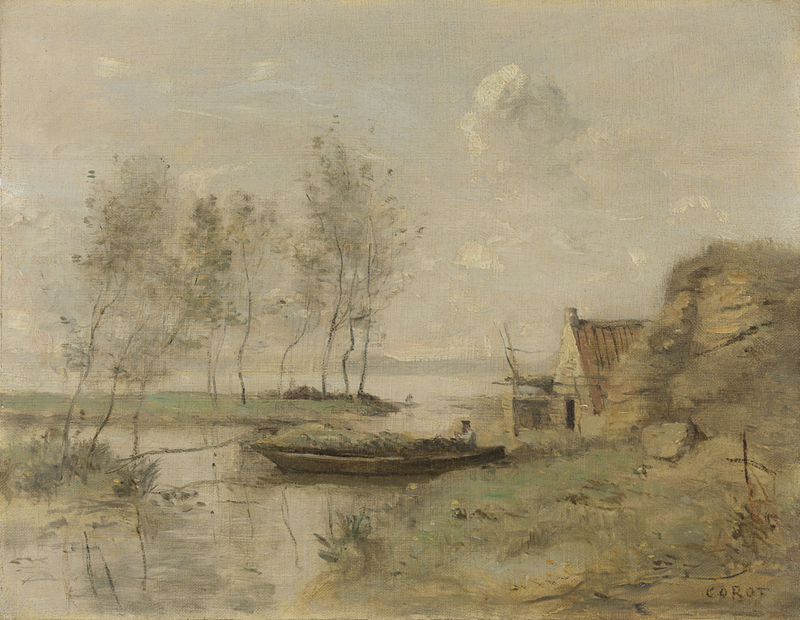
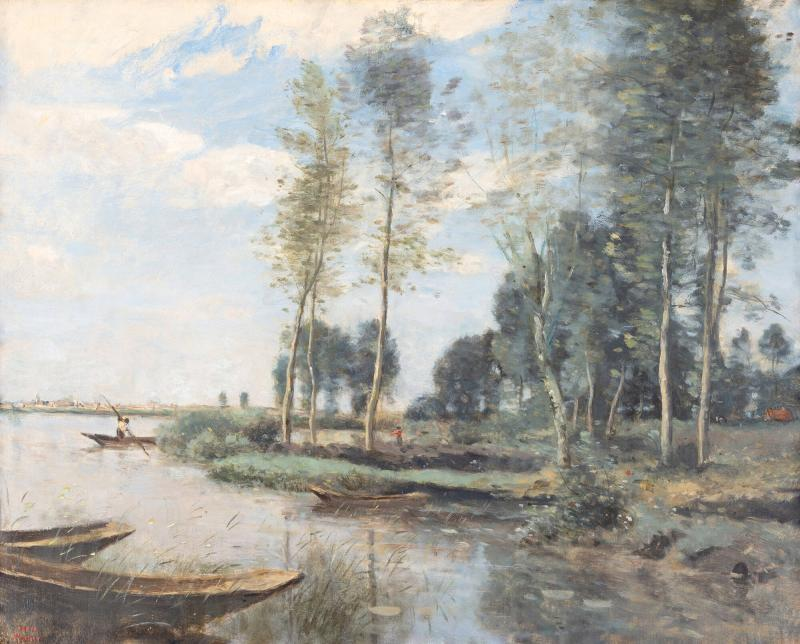

### Héraldique
| Blason de Palluel | Blason  | Tiercé en pairle renversé : au1) d'or à trois pommes feuillées d'or, au 2) de sinople à un canard contourné volant d'or, au 3) d'azur à un brochet d'or ; au pairle renversé diminué d'argent brochant sur la partition ; sur le tout un écu en bannière rectangulaire de sable chargé de trois nèfles d'or appointées en pairle. |
| Blason de Palluel | Détails | Le blasonnement donné par différentes sources sont en conflit avec ce qui est affiché sur le site de la commune, savoir le canard est dit essorant et la banière n'est pas dite rectangulaire.e adopté en 1988 |

## Pour approfondir